# (34464) 2000 SC101
2000 SC101 (asteroide 34464) é um asteroide da cintura principal. Possui uma excentricidade de 0.01424880 e uma inclinação de 10.80605º.
Este asteroide foi descoberto no dia 23 de setembro de 2000 por LINEAR em Socorro.